# Randi Thorvaldsen
Randi Thorvaldsen Nesdal (née le 4 mars 1925 à Fiskum, municipalité de Øvre Eiker - décédée le 10 février 2011 à Hønefoss) était une patineuse de vitesse norvégienne.

## Championnats de Norvège
Pendant plusieurs années, elle fut la meilleure patineuse norvégienne. Ainsi de 1946 à 1954, elle fut championne de Norvège (soit 9 titres consécutifs) en gagnant parfois à toutes les distances. Elle représentait l'équipe Idrettsforeningen Liv de Ringerike. Elle aura gagné au total 34 titres de championne de Norvège.

## Championnats du monde
Elle a participé à huit championnats du monde :
- 1948 : 4e
- 1949 : 4e
- 1950 : 9e
- 1951 : 2e
- 1952 : 1re
- 1953 : 6e
- 1954 : 6e

## Record personnels
| Distance | Temps        | Date       | Année | Lieu        |
| -------- | ------------ | ---------- | ----- | ----------- |
| 500 m    | 48 s 0       | 2 février  | 1952  | Trondheim   |
| 1 000 m  | 1 min 39 s 7 | 3 février  | 1952  | Trondheim   |
| 1 500 m  | 2 min 32 s 4 | 2 février  | 1952  | Trondheim   |
| 3 000 m  | 5 min 33 s 8 | 3 février  | 1952  | Trondheim   |
| 5 000 m  | 9 min 35 s 6 | 22 février | 1953  | Lillehammer |

Le 25 février 1950, elle établit le record du monde du 1 500 mètres à Gjøvik avec un temps de 2 min 37 s 5 qui remplaça le vieux record de Laila Schou Nilsen qui datait du 23 janvier 1937. Son record sera battu trois semaines plus tard le 17 mars par la Soviétique Rimma Zhukova